# Француска на Светском првенству у атлетици у дворани 2018.
Француска је учествовала на 17. Светском првенству у атлетици у дворани 2018. одржаном у Бирмингему од 1. до 4. марта седамнаести пут, односно учествовала на свим првенствима до данас. Репрезентацију Француске представљало је 10 такмичара (6 мушкарца и 4 жене) који су се такмичили у 7 дисциплина (3 мушке и 4 женске).,
На овом првенству Француска је по броју освојених медаља заузела 5 место са 3 освојене медаље (2 златне и 1 бронзана).
У табели успешности према броју и пласману такмичара који су учествовали у финалним такмичењима (првих 8 такмичара) Француска је са 6 учесника у финалу заузела 7 место са 30 бодова.
| Плас. | Земља     | 1. место | 2. место | 3. место | 4. место | 5. место | 6. место | 7. место | 8. место | Бр. финал. | Бод. |
| ----- | --------- | -------- | -------- | -------- | -------- | -------- | -------- | -------- | -------- | ---------- | ---- |
| 7.    | Француска | 2        | 0        | 1        | 0        | 1        | 0        | 2        | 0        | 6          | 30   |

## Учесници
| Мушкарци: - Паскал Мартино-Лагард — 60 м препоне - Аурел Манга — 60 м препоне - Рено Лавилени — Скок мотком - Аксел Шапел — Скок мотком - Кевин Мајер — Седмобој - Рубен Гадо — Седмобој | Жене: - Карол Захи — 60 м - Нинон Гијон-Ромарин — Скок мотком - Елоаз Лезијер — Скок удаљ - Антоанета Нана Ђиму Ида — Петобој |  |

## Освајачи медаља (3)

### Злато (2)
- Ремо Лавијени — Скок мотком
- Кевин Мајер — Седмобој

### Бронза (1)
- Аурел Манга — 60 м препоне

## Резултати

### Мушкарци
| Атлетичар             | Дисциплина   | Лични рекорд | Квалификације  | Квалификације | Полуфинале    | Полуфинале | Финале   | Финале      | Детаљи |
| Атлетичар             | Дисциплина   | Лични рекорд | Резултат       | Место         | Резултат      | Место      | Резултат | Место       | Детаљи |
| --------------------- | ------------ | ------------ | -------------- | ------------- | ------------- | ---------- | -------- | ----------- | ------ |
| Аурел Манга           | 60 м препоне | 7,53         | 7,62 (.611) КВ | 2. у гр. 1    | 7,55 КВ       | 1. у гр. 1 | 7,54     |             |        |
| Паскал Мартино-Лагард | 60 м препоне | 7,45         | 7,62 (.614) КВ | 1. у гр. 5    | 7.,52 КВ, ЛРС | 2. у гр. 3 | 7,68     | 5 / 37 (38) |        |
| Аксел Шапел           | Скок мотком  | 5,88         |                |               |               |            | 5,60     | 10 / 15     |        |
| Рено Лавилени         | Скок мотком  | 6,16 СР, НР  | 5,90           |               |               |            |          |             |        |

#### Седмобој
| Дисциплина   | Кевин Мајер | Кевин Мајер | Кевин Мајер | Кевин Мајер | Кевин Мајер | Кевин Мајер |
| Дисциплина   | Лич. рек.   | Рез.        | Бод.        | Плас.       | Укупно      | Плас.       |
| ------------ | ----------- | ----------- | ----------- | ----------- | ----------- | ----------- |
| 60 м         | 6,95        | 6,85 ЛР     | 936         | 2.          | 936         | 2.          |
| Скок удаљ    | 7,54        | 7,55 ЛР     | 947         | 2.          | 1.883       | 2.          |
| Бацање кугле | 15,97       | 15,67       | 831         | 1.          | 2.714       | 1.          |
| Скок увис    | 2,10        | 2,02        | 822         | 5.          | 3.536       | 1.          |
| 60 м препоне | 7,79        | 7,83        | 1.025       | 2.          | 4.561       | 1.          |
| Скок мотком  | 5,60        | 5,00        | 910         | 6.          | 5.471       | 1.          |
| 1.000 м      | 2:43,92     | 2:39.64 ЛРС | 877         | 4.          | 6.348       | 1.          |
| Укупно       | 6.479 НР    |             |             |             | 6.348 СРС   |             |

| Дисциплина   | Рубен Гадо | Рубен Гадо  | Рубен Гадо | Рубен Гадо | Рубен Гадо | Рубен Гадо |
| Дисциплина   | Лич. рек.  | Рез.        | Бод.       | Плас.      | Укупно     | Плас.      |
| ------------ | ---------- | ----------- | ---------- | ---------- | ---------- | ---------- |
| 60 м         | 6,97       | 6,99 ЛРС    | 886        | 8.         | 886        | 8.         |
| Скок удаљ    | 7,33       | 7,26        | 876        | 7.         | 1.762      | 7.         |
| Бацање кугле | 13,46      | 13,61 ЛР    | 704        | 10.        | 2.466      | 10.        |
| Скок увис    | 2,00       | 1,96        | 767        | 8.         | 3.233      | 8.         |
| 60 м препоне | 8,32       | 8,47        | 867        | 9.         | 4.100      | 9.         |
| Скок мотком  | 5,35       | 5,10        | 941        | 4.         | 5.041      | 8.         |
| 1.000 м      | 2:40,30    | 2:38,86 ЛРС | 886        | 3.         | 5.927      | 7.         |
| Укупно       | 6.014      |             |            |            | 5.927      | 7 / 9 (12) |

### Жене
| Атлетичарка         | Дисциплина  | Лични рекорд | Квалификације | Квалификације | Полуфинале | Полуфинале | Финале   | Финале  | Детаљи |
| Атлетичарка         | Дисциплина  | Лични рекорд | Резултат      | Место         | Резултат   | Место      | Резултат | Место   | Детаљи |
| ------------------- | ----------- | ------------ | ------------- | ------------- | ---------- | ---------- | -------- | ------- | ------ |
| Карол Захи          | 60 м        | 7,15         | 7,11 КВ, ЛР   | 1. у гр. 4    | 7,17       | 2. у гр. 3 | 7,19     | 7 / 47  |        |
| Нинон Гијон-Ромарин | Скок мотком | 4,72 НР      |               |               |            |            | 4,50     | 10 / 12 |        |
| Елоаз Лезијер       | Скок удаљ   | 6,90 НР      | 6,34          | 12 / 13       |            |            |          |         |        |

#### Петобој
| Дисциплина   | Антоанета Нана Ђиму Ида | Антоанета Нана Ђиму Ида | Антоанета Нана Ђиму Ида | Антоанета Нана Ђиму Ида | Антоанета Нана Ђиму Ида | Антоанета Нана Ђиму Ида |
| Дисциплина   | Лич. рек.               | Резултат                | Бод.                    | Плас.                   | Укупно                  | Плас.                   |
| ------------ | ----------------------- | ----------------------- | ----------------------- | ----------------------- | ----------------------- | ----------------------- |
| 60 м препоне | 8,11                    | 8,29                    | 1.064                   | 4.                      | 1.064                   | 4.                      |
| Скок увис    | 1,84                    | 1,70                    | 855                     | 12.                     | 1.919                   | 11.                     |
| Бацање кугле | 15,42                   | 15,52 ЛР                | 896                     | 1.                      | 2.815                   | 5.                      |
| Скок удаљ    | 6,44                    | 6,13                    | 890                     | 7.                      | 3.705                   | 7.                      |
| 800 м        | 2:18,09                 | НЗ                      | 0                       |                         | 3.705                   | 12.                     |
| Петобој      | 4.723 НР                |                         |                         |                         | 3.705                   | 12 / 12                 |